# Лещёво-Замараево
Лещёво-Замараево — посёлок в Шадринском районе Курганской области России. В рамках организации местного самоуправления входит в муниципальное образование Шадринский муниципальный округ (с 20 декабря 2021 года).

## География
Расположен в 32 км от Шадринска, рядом расположена ж.д. станция Лещево-Замараево. Название получено в честь вдохновителя и спонсора строительства железнодорожной ветки Каменск-Уральский-Щадринск А. А. Лещёва.

## История
Входил в Сухринский сельсовет, упразднённый Законом Курганской области от 10.12.2021 № 140 в ходе преобразования муниципального района в муниципальный округ.

## Население
| 1989 | 2002 | 2010 |
| ---- | ---- | ---- |
| 127  | ↘119 | ↘46  |

## Достопримечательности
Заброшенная церковь

## Инфраструктура
Личное подсобное хозяйство.
Основа экономики — обслуживание путевого хозяйства Южно-Уральской железной дороги. Действует станция Лещёво-Замараево.

## Транспорт
Доступен автомобильным и железнодорожным транспортом.